# Gasthof „Der Millipp“

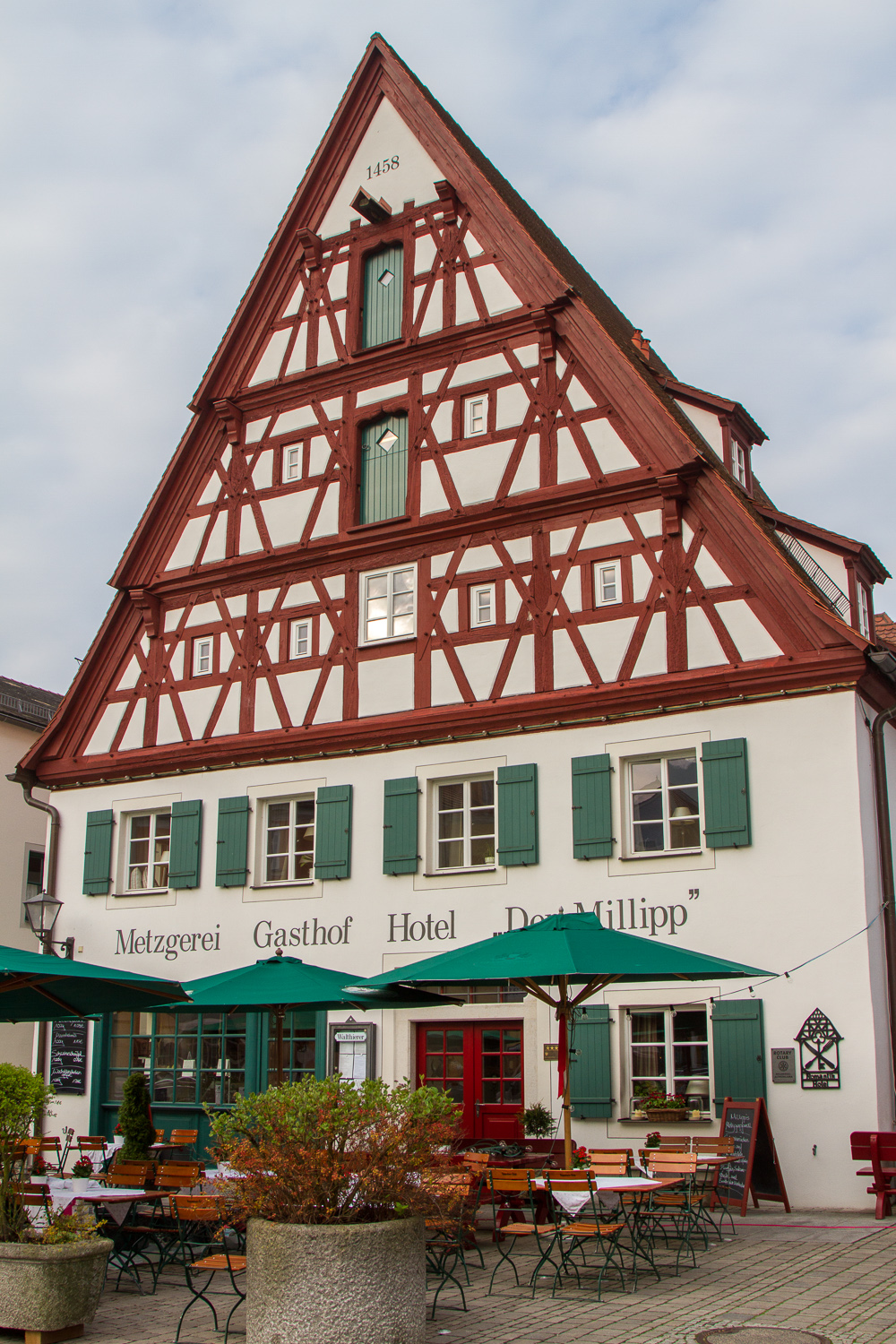
Gasthof Der Millipp in Beilngries

Der Gasthof Der Millipp in Beilngries, einer Stadt im oberbayerischen Landkreis Eichstätt, wurde ursprünglich um 1458 errichtet. Das Fachwerkhaus an der Hauptstraße 9 ist ein geschütztes Baudenkmal.
Der zweigeschossige Steildachbau besitzt einen dreigeschossigen Fachwerkgiebel aus der Wende vom 16. zum 17. Jahrhundert. Der sogenannte Eselsbogen am Getreideaufzug wird ins 15. Jahrhundert datiert. Alle Stockwerke kragen vor und besitzen Andreaskreuze als Schmuck.